# 拉皮爾縣 (密西根州)
拉皮爾县（英語：Lapeer County）是美國密西根州下半島東部的一個縣。面積1,717平方公里。根據美國2000年人口普查，共有人口87,904人。縣治拉皮爾。
成立於1822年9月10日，縣政府成立於1835年2月2日。縣名來自弗林特河 （從印第安語言「燧石」在法語的譯名誤拼而成）。。